# مسح قسم الذخائر للقدس
```
حقق 
مسح قسم الذخائر للقدس
 من 1864-1865 أول رسم 
خرائط
 علمية 
للقدس
، وكان أول مسح لقسم الذخائر يتم خارج 
المملكةالمتحدة
. 
[
1
]
 أجري من قبل 
تشارلز ويليام ويلسون
، وهو ضابط بالغ من العمر 28 عاما في فيلق المهندسين الملكيين من 
الجيش البريطاني
، بقيادة جيمس Sir Henry James، والمشرف العام على إدارة المساحة، ومع اقرار 
جورج روبنسون ، مركيز ريبون الأول
 كوزير للخارجية. بدأ فريق المهندسين الملكي الستة عملهم في 3 تشرين الأول 1864. اكتمل العمل في 16 حزيران 1865، وتم نشر التقرير في 29 آذار 1866.
[
2
]
```

في أثناء البحث الناتج، أنتجت «أول خريطة دقيقة تمامًا للقدس، حتى في عيون رسم الخرائط الحديثة»،  وحدد ما يسمى قوس ويلسون، لكنه لم يتمكن من العثور على مصدر جديد للمياه. 
بعد أكثر من قرن من المسح، وصفه بهات Dan Bahat بأنه «نقطة تحول في استكشاف القدس وماضيها»،  وعلقت صحيفة جيروزاليم بوست أن جهود ويلسون «كانت بمثابة أساس لجميع أبحاث القدس المستقبلية».
قدم المسح الأساس والزخم لإنشاء صندوق استكشاف فلسطين.  انعقد الاجتماع الأول للصندوق في 22 حزيران 1865، بعد أقل من أسبوع من الانتهاء من مسح قسم الذخائر، وتم تعيين تشارلز ويلسون من قبل الصندوق كمدير أول لاستكشافهم المقترح لبقية فلسطين.   في تموز 1866 وصف ستانلي Dean Stanley مسح قسم الذخائر بأنه «نوع من مرحلة ما قبل التاريخ لصندوق الاستكشاف الفلسطيني الخاص بنا». 

## التاريخ
تم تحفيز الاستطلاع من خلال عريضة عام 1864 من ستانلي Arthur Penrhyn Stanley (عميد وستمنستر)، والتي تمثل لجنة تضم أسقف لندن تيت Archibald Campbell Tait وروبنسون ، مركيز ريبون الأول (وزير الدولة للحرب). رافق دين ستانلي أمير ويلز (لاحقًا إدوارد السابع) في رحلته إلى القدس عام 1862 ؛ كان طلبه لتحسين إمدادات المياه في المدينة. 
تم تغطية تكلفة توفير مساحي الهندسة الملكية (ويلسون وفريقه) من قبل مكتب الحرب التابع للحكومة البريطانية.  ذكرت مقدمة الاستطلاع أن تكلفة الاستقصاء بقيمة 500 ₤ قُدمت من قبل بورديت-كوتس Angela Burdett-Coutts ، البارونة الأولى بورديت كوتس، التي كان دافعها الأساسي هو العثور على مياه شرب أفضل لأولئك الذين يعيشون في المدينة. ومع ذلك، تم تهميش قضية «إغاثة المياه» إلى المدينة في وقت لاحق؛ على حد تعبير موسكروب Moscrop «القضية تختفي وحسب»، ولم تُدخل تحسينات على إمدادات المياه حتى نهاية القرن. 

الحرم الشريف

كما أوضح أوستن هنري لايارد في الاجتماع العام الأول لمنتدى صندوق استكشاف فلسطين في 22 حزيران 1865، جرى مسح قسم الذخائر «تحت رعاية وزارة الحرب وبموافقة من الحكومة» 

## ميراث
كان أحد أهم جوانب المسح هو أنه كان أول عمل للتحقيق في السمات الجوفية للمسجد الأقصى (المشار إليها في المسح باسم الحرم الشريف)، مثل صهاريجه وقنواته وقنواته المائية. 

 لخص عالم الآثار جيبسون Shimon Gibson إرث مسح الذخائر في القدس على النحو التالي: 
 ما هو واضح تمامًا هو أن تغييرًا كبيرًا في سمات استكشاف القدس القديمة حدث في القرن التاسع عشر، من افتتان بماضي المدينة، خيالي أو غير ذلك، جرى استبداله باهتمام علمي بالآثار الملموسة في المدينة. يشير مسح الذخائر الذي أجراه ويلسون في عامي 1864 و 1865 إلى نقطة التحول هذه. لم يعد ماضي القدس القديم يتعلق بتأثيرات العلماء العلمية على مصداقية وخلفية عالم معين، ولكنه أصبح الآن موضوعًا للصرامة العلمية الواضحة، والتي يمكن أن تستند فقط إلى الحقائق التي جرى تحصليها بطريقة تجريبية، سواء من خلال اتخاذ القياسات أو التصوير الفوتوغرافي أو الحفريات في الأرض. 
 جُمعت أسماء الشوارع والمباني ونقاط الاهتمام بواسطة سندريسكي Carl Sandreczki من جمعية Mission Church ومساعدان.  قائمة ساندريسكي، التي تضمنت الأسماء المكتوبة باللغة العربية، مصدر لا يقدر بثمن لأنها تحتوي على العديد من العناصر التي فقُدت. 

## قائمة المراجع